# Estación Santo Domingo Savio (SITVA)
La estación Santo Domingo Savio es la primera estación de la línea K del Metrocable de Medellín de oriente a occidente, y la primera de la línea L. Se encuentra en el nororiente del municipio de Medellín.
Esta estación de la línea K fue inaugurada el 30 de julio de 2004. En 2010 se inauguró la línea L, que continúa desde esta estación hasta el Parque Ecoturístico Arví.

## Diagrama de la estación (Línea K)
| NIVEL 2   |                                                                  |  |                  |
|           | Plataforma en U, las puertas se abren a la derecha para ingresar |  |                  |
| Occidente | ← hacia Estación Popular (Estación Acevedo )                     |  |                  |
| Occidente | ← hacia Estación Popular (Estación Acevedo )                     |  |                  |
|           | Plataforma en U, las puertas se abren a la izquierda para bajar  |  |                  |
|           |                                                                  |  |                  |
|           | Entrepiso                                                        |  | Salida / Entrada |
| SUELO     |                                                                  |  |                  |

## Diagrama de la estación (Línea L)
| NIVEL 2                                                            |                                                               |  |           |
|                                                                    | Plataforma en U, las puertas se abren a la derecha para bajar |  |           |
| → hacia Estación Arví (Estación Arví)                              | Oriente                                                       |  |           |
| → hacia Estación Arví (Estación Arví)                              | Oriente                                                       |  |           |
| Plataforma en U, las puertas se abren a la izquierda para ingresar |                                                               |  |           |
|                                                                    |                                                               |  |           |
|                                                                    | Salida / Entrada                                              |  | Entrepiso |
| SUELO                                                              |                                                               |  |           |

## Horario
| Horarios de estación                           | Lunes a viernes | Sábado | Domingo y festivos |
| ---------------------------------------------- | --------------- | ------ | ------------------ |
| Primera Telecabina con dirección Acevedo       | 04:15           | 04:15  | 08:30              |
| Primera Telecabina con dirección Santo Domingo | —               | —      | —                  |
| Última Telecabina con dirección Acevedo        | 23:17           | 23:17  | 22:35              |
| Última Telecabina con dirección Santo Domingo  | —               | —      | —                  |

## Zona de interés
Parque Biblioteca España